# Do Rzeczy
Do Rzeczy – polski konserwatywno-liberalny tygodnik wydawany od 2013 w Warszawie. Pierwszym, długotrwałym redaktorem naczelnym tygodnika jest Paweł Lisicki, a zastępcami są Piotr Gabryel i Piotr Zychowicz. Wydawcą tygodnika w latach 2013-2025 była spółka z o.o. Orle Pióro, której inwestorem strategicznym jest PMPG Polskie Media. Na przełomie lutego i marca 2025 roku wydawca tygodnika, spółka Orle Pióro zmieniła nazwę na Do Rzeczy S.A.
Od stycznia 2020 roku pismo było kolportowane w wersji drukowanej w tygodniowym nakładzie wynoszącym ok. 69 tys. egzemplarzy. W marcu 2020 władze spółki PMPG Polskie Media, wydawcy „Do Rzeczy” zadecydowały o zmniejszeniu nakładu do ok. 59 tys. Miało to związek z trudną sytuacją w gospodarce spowodowaną rozprzestrzenianiem się koronawirusa oraz spadającą od dłuższego czasu liczbą czytelników papierowego wydania. Na początku roku 2020 (styczeń-luty) sprzedaż pisma wynosiła średnio niespełna 29 tys. sprzedanych numerów tygodniowo.

## Przychody z reklam spółek skarbu państwa
W 2021 wpływy z reklam spółek skarbu państwa stanowiły 21 proc. przychodów reklamowych tygodnika Do Rzeczy.

## Charakter czasopisma
Pismo ma charakter konserwatywno-liberalny (popierający tradycję chrześcijańską i wolność gospodarczą). Hasłem promującym pismo było: Nie ma zgody na milczenie.

## Autorzy
Na łamach „Do Rzeczy” publikują w większości dziennikarze uprzednio związani z tygodnikiem „Uważam Rze”, m.in. Paweł Lisicki, Cezary Gmyz, Piotr Semka, Rafał A. Ziemkiewicz, Piotr Gociek, Piotr Gabryel, Waldemar Łysiak, Piotr Gursztyn, Sławomir Cenckiewicz, Piotr Gontarczyk, Sławomir Koper, Tomasz Wróblewski, Agnieszka Rybak, Jarosław Stróżyk, Joanna Bojańczyk, Wiesław Chełminiak, Maciej Chmiel, Anna Herbich, Piotr Kobalczyk, Mariusz Majewski, Krzysztof Masłoń, Piotr Pałka, Maciej Pieczyński, Anna Piotrowska, Monika Rogozińska, Adam Tycner, Piotr Włoczyk, Marcin Wolski, Igor Zalewski, Eryk Mistewicz. Z pismem współpracuje także Marcin Skalski oraz rysownik Andrzej Krauze. Korespondentem w Niemczech jest wieloletni współpracownik radia Wnet, Jan Bogatko. W przeszłości na łamach tygodnika publikowali także m.in. Bronisław Wildstein (odszedł z redakcji w marcu 2015), Wojciech Wybranowski (odszedł z redakcji w czerwcu 2020), Kamila Baranowska (odeszła z redakcji w listopadzie 2022), Marek Magierowski (odszedł z redakcji we wrześniu 2015 do Kancelarii Prezydenta RP Andrzeja Dudy), Andrzej Horubała (odszedł z redakcji w kwietniu 2018), Kataryna (odeszła z redakcji w grudniu 2019), Marcin Makowski (odszedł z redakcji w lutym 2021), Szewach Weiss (zmarł 3 lutego 2023), Andrzej Nowak (odszedł z redakcji w sierpniu 2023).
W latach 2013–2018 zastępcą redaktora naczelnego czasopisma był Andrzej Horubała.

## Inne
Z tygodnikiem ukazuje się miesięczny dodatek historyczny „Historia Do Rzeczy”, kontynuacja dodatku „Uważam Rze Historia”. Od 6 lipca 2015 roku tygodnik dostępny jest w wersji dźwiękowej w jednym z serwisów internetowych zajmujących się dystrybucją audiobooków. Lektorem został Roch Siemianowski. Pierwsze wydanie audio zostało udostępnione nieodpłatnie.
Od 2013 redakcja tygodnika przyznaje nagrodę „Strażnik Pamięci” w kategoriach „Instytucja”, „Mecenas” i „Twórca”.